# Honoria (distrito)
O Distrito peruano de Honoria é um dos cinco distritos que formam a Província de Puerto Inca, situada no Departamento de Huánuco, pertencente a Região Huánuco, na zona central do Peru.

## Transporte
O distrito de Honoria é servido pela seguinte rodovia:
- HU-114, que liga a cidade ao distrito de Tournavista[1][2][3]